# Parafia Wniebowzięcia Najświętszej Maryi Panny w Wojkowicach
Parafia Wniebowzięcia Najświętszej Maryi Panny w Wojkowicach-Żychcicach – rzymskokatolicka parafia należąca do dekanatu czeladzkiego diecezji sosnowieckiej. Utworzona 4 maja 1909 r. z parafii Siemonia.

## Historia
W 1277 roku pojawiła się pierwsza wzmianka o wsi Zychcych wcześniej należącej do bytomskiej parafii św. Małgorzaty. W 1277 roku wieś została włączona do parafii Kamień. W 1443 roku wieś była wzmiankowana jako Żychcice. W 1820 roku Żychcice zostały włączone do parafii Siemonia. 
W 1860 roku zdecydowano o utworzeniu własnej parafii i budowie kościoła. W 1901 roku zbudowano kaplicę pw. św. Stanisława Kostki dla członków Żywego Różańca. W 1904 roku kaplica stała się kościołem filialnym parafii Bobrowniki.
4 maja 1909 roku dekretem administratora diecezji kieleckiej ks. prał. Franciszka Brudzyńskiego została erygowana parafia w Żychcicach, która wówczas liczyła 800 wiernych. W 1925 roku parafia weszła w skład nowej diecezji częstochowskiej.
W latach 1935–1938 zbudowano obecny murowany kościół pw. Wniebowzięcia Najświętszej Maryi Panny. 18 czerwca 1960 roku odbyła się konsekracja kościoła, której dokonał bp częstochowski Zdzisław Goliński. W 1961 roku Żychcice zostały włączone do osiedla Wojkowice, która w 1962 roku otrzymała prawa miejskie. 25 marca 1992 roku parafia weszła w skład nowej diecezji sosnowieckiej.

## Proboszczowie
- 1909. ks. Marian Rykowski (administrator)
- 1909–1912. ks. Wojciech Ładacki
- 1912–1913. ks. Tomasz Brzozowski
- 1913–1914. ks. Marian Zberski[2]
- 1914–1917. ks. Leon Olczakowski[3]
- 1917–1918. ks. Stefan Marzec (administrator)[4]
- 1918– ?. ks. Kazimierz Czapliński[5]
- ? –1921. ks. Eugeniusz Wojtaszewski[6]
- 1921–1944. ks. Jan Pilc[7][8]
- 1944–1945. ks. Antoni Uchto
- 1945–1952. ks. Stanisław Gałązka
- 1952–1987. ks. Stanisław Ratoń
- 1987–1991. ks. Włodzimierz Wyderka
- 1991–2011. ks. kan. Marian Jankowski
- 2011–2019. ks. Krzysztof Majcherczyk
- 2019–2021. ks. kan. Krzysztof Płatek
- od 2021. ks. Jarosław Ciszek (administrator 2021–2024, proboszcz od 2024)[9]

## Zasięg parafii
Ulice: Akacjowa, Dąbrowskiej, Dojazdowa, Drzymały, Gałczyńskiego, Gromadzka, Jaworznik, Kilińskiego, Kossaka, Kosynierów, Maszyńska, Młyńska, Piaski, Plaka (nr nieparzyste), Połaniecka, Pułaskiego – numery parzyste, Racławicka, Skłodowskiej, Sobieskiego (numery parzyste od nr 290 i nr nieparzyste od nr 235), Spokojna, Staffa, Stara, Tetmajera.